# Grand Prix automobile de Pau 1935
Le Grand Prix de Pau 1935 est un Grand Prix qui s'est tenu sur le circuit automobile temporaire de Pau-Ville le 24 février 1935.

## Format
Dimanche 24 février
- ??H?? : Course (80 tours)

## Engagés
| no | Pilote             | Écurie                          | Constructeur     | Châssis          | Moteur        |
| -- | ------------------ | ------------------------------- | ---------------- | ---------------- | ------------- |
| 2  | Robert Brunet      | Écurie Braillard                | Maserati         | Maserati 8CM     | Maserati L8   |
| 4  | Marcel Lehoux      | Marcel Lehoux                   | Bugatti          | Bugatti Type 51  | Bugatti L8    |
| 6  | Hellé Nice         | Hellé Nice                      | Alfa Romeo       | Alfa Romeo Monza | Alfa Romeo L8 |
| 8  | Hans Rüesch        | Hans Rüesch                     | Maserati         | Maserati 8CM     | Maserati L8   |
| 10 | Jean Delorme       | Jean Delorme                    | Bugatti          | Bugatti Type 51  | Bugatti L8    |
| 12 | Juan Zanelli       | Fábrica Nacional de Automóviles | Nacional Pescara | Nacional Pescara | ?             |
| 14 | Tazio Nuvolari     | Scuderia Ferrari                | Alfa Romeo       | Alfa Romeo P3    | Alfa Romeo L8 |
| 16 | Philippe Étancelin | Philippe Étancelin              | Maserati         | Maserati 8CM     | Maserati L8   |
| 18 | Pierre Veyron      | Pierre Veyron                   | Bugatti          | Bugatti Type 51  | Bugatti L8    |
| 20 | René Dreyfus       | Scuderia Ferrari                | Alfa Romeo       | Alfa Romeo P3    | Alfa Romeo L8 |
| 22 | Robert Cazaux      | Ecurie Girod                    | Bugatti          | Bugatti Type 51  | Bugatti L8    |
| 24 | Luigi Soffietti    | Luigi Soffietti                 | Maserati         | Maserati 8CM     | Maserati L8   |
| 26 | Benoit Falchetto   | Écurie Braillard                | Maserati         | Maserati 8CM     | Maserati L8   |
| 28 | Genaro Léoz-Abad   | Genaro Léoz-Abad                | Bugatti          | Bugatti Type 51  | Bugatti L8    |
| 30 | Marcel Boucly      | Marcel Boucly                   | Bugatti          | Bugatti Type 51  | Bugatti L8    |

## Essais libres

### Classement
| Pos. | no | Pilote         | Écurie           | Voiture       | Chrono     | Écart |
| ---- | -- | -------------- | ---------------- | ------------- | ---------- | ----- |
| 1    | 14 | Tazio Nuvolari | Scuderia Ferrari | Alfa Romeo P3 | 1 min 53 s | —     |

## Essais Qualificatifs

### Classement
| Pos. | no | Pilote             | Écurie             | Voiture       | Chrono     | Écart |
| ---- | -- | ------------------ | ------------------ | ------------- | ---------- | ----- |
| 1    | 14 | Tazio Nuvolari     | Scuderia Ferrari   | Alfa Romeo P3 | 1 min 55 s | —     |
| 2    | 16 | Philippe Étancelin | Philippe Étancelin | Maserati 8CM  | 1 min 56 s | + 1 s |
| 3    | 20 | René Dreyfus       | Scuderia Ferrari   | Alfa Romeo P3 | 1 min 56 s | + 1 s |

## Course(s)

### Grille de départ
| 1re ligne |                           | Pos. 2             |                | Pos. 1                   |                    |
|           |                           | Étancelin Maserati |                | Nuvolari Alfa Romeo      |                    |
| 2e ligne  | Pos. 5                    |                    | Pos. 4         |                          | Pos. 3             |
|           | Soffietti Maserati        |                    | Lehoux Bugatti |                          | Dreyfus Alfa Romeo |
| 3e ligne  |                           | Pos. 7             |                | Pos. 6                   |                    |
|           |                           | Brunet Maserati    |                | Falchetto Maserati       |                    |
| 4e ligne  | Pos. 10                   |                    | Pos. 9         |                          | Pos. 8             |
|           | « Hellé Nice » Alfa Romeo |                    | Cazaux Bugatti |                          | Léoz-Abad Bugatti  |
| 5e ligne  |                           | Pos. 12            |                | Pos. 11                  |                    |
|           |                           | Delorme Bugatti    |                | Zanelli Nacional Pescara |                    |
| 6e ligne  |                           |                    |                |                          | Pos. 13            |
|           |                           |                    |                |                          | Veyron Bugatti —   |

### Classement
| Pos. | no | Pilote             | Écurie           | Voiture          | Tours | Temps/Abandon                  | Grille |
| ---- | -- | ------------------ | ---------------- | ---------------- | ----- | ------------------------------ | ------ |
| 1    | 14 | Tazio Nuvolari     | Scuderia Ferrari | Alfa Romeo P3    | 80    | 2 h 38 min 19 s 8              | 1      |
| 2    | 20 | René Dreyfus       | Scuderia Ferrari | Alfa Romeo P3    | 80    | + 26 s 2                       | 3      |
| 3    | 24 | Luigi Soffietti    | Privé            | Maserati 8CM     | 80    | + 3 min 50 s 2                 | 5      |
| 4    | 26 | Benoît Falchetto   | Écurie Braillard | Maserati 8CM     | 80    | + 3 min 52 s 2                 | 6      |
| 5    | 2  | Robert Brunet      | Écurie Braillard | Maserati 8CM     | 79    | + 1 tour                       | 7      |
| 6    | 22 | Robert Cazaux      | Écurie Girod     | Bugatti Type 51  | 77    | + 3 tours                      | 9      |
| 7    | 28 | Genaro Léoz-Abad   | Privé            | Bugatti Type 51  | 77    | + 3 tours                      | 8      |
| 8    | 6  | « Hellé Nice »     | Privé            | Alfa Romeo Monza | 75    | + 5 tours                      | 10     |
| 9    | 10 | Jean Delorme       | Privé            | Bugatti Type 51  | 75    | + 5 tours                      | 12     |
| Abd. | 4  | Marcel Lehoux      | Privé            | Bugatti Type 51  | 32    | Mécanique                      | 4      |
| Abd. | 16 | Philippe Étancelin | Privé            | Maserati 8CM     | 20    | Pompe à huile                  | 2      |
| Abd. | 18 | Pierre Veyron      | Privé            | Bugatti Type 51  | 13    | Surchauffe                     | 13     |
| Abd. | 12 | Juan Zanelli       | Nacional Pescara | Nacional Pescara | 12    | Mécanique                      | 11     |
| Np.  | 8  | Hans Rüesch        | Privé            | Maserati         |       | Voiture saisie par les douanes |        |
| Np.  | 30 | Marcel Boucly      | Privé            | Bugatti          |       | Accident                       |        |

- Légende: Ab.=Abandon - Dsq.=Disqualifié - Np.=Non partant.

## Statistiques
- Pole position :  Tazio Nuvolari (Alfa Romeo) en 1 min 55 s.
- Meilleur tour en course :  Tazio Nuvolari (Alfa Romeo) en 1 min 52 s au soixante-seizième ou au soixante-dix-huitième tour.